# Tambov
Tambov (en ruso: Тамбов, tr.: Tambóv (tɐmˈbof); del término moksha "томба", tomba, "abismo") es una ciudad, centro administrativo del óblast de Tambov de la Federación Rusa. Está situada a orillas del río Tsna, a 480 km de Moscú. La ciudad tiene una población de 284 972 habitantes.

## Historia
Tambov fue fundada el 17 de abril de 1636 por Roman Boborykin como apoyo del Principado de Moscú, en la región del Campos Salvajes (Дикое Поле). Una serie de fortificaciones estaban destinadas a proteger las fronteras del sur contra ataques del Janato de Crimea y los nogayos. En el siglo XVIII Tambov se convirtió en el centro administrativo de la gubernia de Tambov.

## Cultura
La Galería de Arte de Tambov reúne una amplia colección de óleos de artistas rusos y de la Europa occidental. En Tambov se encuentra el teatro más antiguo de Rusia, así como dos universidades, dos colegios militares, una escuela de música, un museo del folclore local y otras instituciones culturales.

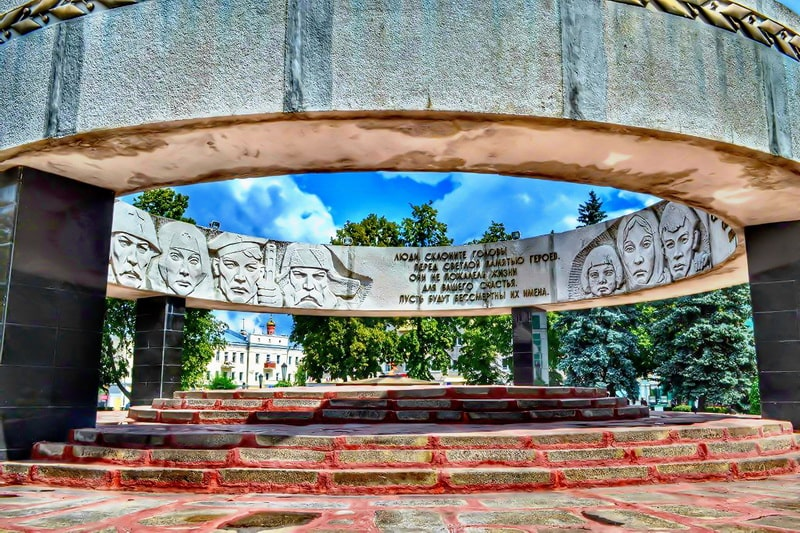
"Llama eterna" en la plaza Sobornaya[4] (abierto el 9 de mayo de 1970)

## Clima
Las condiciones climáticas de Tambov son definidas por su posición geográfica. El clima en Tambov es templado continental, se distinguen bien todas las estaciones del año. La temperatura media del mes más frío (enero) es de −7,5 °C, y del mes más caluroso (julio) es de 20,7 °C. Debido a la ubicación un poco más al sur que Moscú, la temperatura media anual es de 0.2 °C más que en la capital rusa.
- Temperatura media anual — +6,5 C°.
- Humedad del aire media anual — 75 %.

| Parámetros climáticos promedio de Tambov (normales 1991–2020, extremos 1845–presente) | Parámetros climáticos promedio de Tambov (normales 1991–2020, extremos 1845–presente) | Parámetros climáticos promedio de Tambov (normales 1991–2020, extremos 1845–presente) | Parámetros climáticos promedio de Tambov (normales 1991–2020, extremos 1845–presente) | Parámetros climáticos promedio de Tambov (normales 1991–2020, extremos 1845–presente) | Parámetros climáticos promedio de Tambov (normales 1991–2020, extremos 1845–presente) | Parámetros climáticos promedio de Tambov (normales 1991–2020, extremos 1845–presente) | Parámetros climáticos promedio de Tambov (normales 1991–2020, extremos 1845–presente) | Parámetros climáticos promedio de Tambov (normales 1991–2020, extremos 1845–presente) | Parámetros climáticos promedio de Tambov (normales 1991–2020, extremos 1845–presente) | Parámetros climáticos promedio de Tambov (normales 1991–2020, extremos 1845–presente) | Parámetros climáticos promedio de Tambov (normales 1991–2020, extremos 1845–presente) | Parámetros climáticos promedio de Tambov (normales 1991–2020, extremos 1845–presente) | Parámetros climáticos promedio de Tambov (normales 1991–2020, extremos 1845–presente) |
| Mes                                                                                   | Ene.                                                                                  | Feb.                                                                                  | Mar.                                                                                  | Abr.                                                                                  | May.                                                                                  | Jun.                                                                                  | Jul.                                                                                  | Ago.                                                                                  | Sep.                                                                                  | Oct.                                                                                  | Nov.                                                                                  | Dic.                                                                                  | Anual                                                                                 |
| ------------------------------------------------------------------------------------- | ------------------------------------------------------------------------------------- | ------------------------------------------------------------------------------------- | ------------------------------------------------------------------------------------- | ------------------------------------------------------------------------------------- | ------------------------------------------------------------------------------------- | ------------------------------------------------------------------------------------- | ------------------------------------------------------------------------------------- | ------------------------------------------------------------------------------------- | ------------------------------------------------------------------------------------- | ------------------------------------------------------------------------------------- | ------------------------------------------------------------------------------------- | ------------------------------------------------------------------------------------- | ------------------------------------------------------------------------------------- |
| Temp. máx. abs. (°C)                                                                  | 6.6                                                                                   | 8.5                                                                                   | 18.4                                                                                  | 29.7                                                                                  | 36.1                                                                                  | 38.8                                                                                  | 41.1                                                                                  | 41.0                                                                                  | 35.2                                                                                  | 26.5                                                                                  | 16.7                                                                                  | 11.9                                                                                  | 41.1                                                                                  |
| Temp. máx. media (°C)                                                                 | −4.6                                                                                  | −3.7                                                                                  | 2.1                                                                                   | 13.6                                                                                  | 21.6                                                                                  | 24.7                                                                                  | 27.1                                                                                  | 25.8                                                                                  | 19.2                                                                                  | 10.8                                                                                  | 2.0                                                                                   | -2.9                                                                                  | 11.3                                                                                  |
| Temp. media (°C)                                                                      | -7.5                                                                                  | -7.3                                                                                  | -1.9                                                                                  | 7.7                                                                                   | 15.0                                                                                  | 18.5                                                                                  | 20.7                                                                                  | 19.1                                                                                  | 13.2                                                                                  | 6.5                                                                                   | -0.7                                                                                  | -5.6                                                                                  | 6.5                                                                                   |
| Temp. mín. media (°C)                                                                 | −10.5                                                                                 | −10.5                                                                                 | −5.5                                                                                  | 2.5                                                                                   | 8.7                                                                                   | 12.5                                                                                  | 14.6                                                                                  | 12.9                                                                                  | 8.2                                                                                   | 3.0                                                                                   | −3.1                                                                                  | −8.3                                                                                  | 2.0                                                                                   |
| Temp. mín. abs. (°C)                                                                  | −38.0                                                                                 | −36.9                                                                                 | −30.4                                                                                 | −15.3                                                                                 | −4.9                                                                                  | 0.5                                                                                   | 3.9                                                                                   | 1.4                                                                                   | −3.7                                                                                  | −14.7                                                                                 | −29.3                                                                                 | −36.1                                                                                 | −38.0                                                                                 |
| Precipitación total (mm)                                                              | 37                                                                                    | 32                                                                                    | 29                                                                                    | 29                                                                                    | 43                                                                                    | 66                                                                                    | 55                                                                                    | 43                                                                                    | 44                                                                                    | 47                                                                                    | 39                                                                                    | 39                                                                                    | 503                                                                                   |
| Días de lluvias (≥ 1 mm)                                                              | 8                                                                                     | 6                                                                                     | 9                                                                                     | 13                                                                                    | 14                                                                                    | 17                                                                                    | 15                                                                                    | 13                                                                                    | 15                                                                                    | 16                                                                                    | 13                                                                                    | 9                                                                                     | 148                                                                                   |
| Días de nevadas (≥ 1 mm)                                                              | 24                                                                                    | 21                                                                                    | 15                                                                                    | 4                                                                                     | 0.4                                                                                   | 0                                                                                     | 0                                                                                     | 0                                                                                     | 0.2                                                                                   | 4                                                                                     | 15                                                                                    | 23                                                                                    | 107                                                                                   |
| Horas de sol                                                                          | 59                                                                                    | 91                                                                                    | 129                                                                                   | 186                                                                                   | 265                                                                                   | 287                                                                                   | 292                                                                                   | 259                                                                                   | 181                                                                                   | 108                                                                                   | 46                                                                                    | 36                                                                                    | 1939                                                                                  |
| Humedad relativa (%)                                                                  | 85                                                                                    | 82                                                                                    | 78                                                                                    | 67                                                                                    | 60                                                                                    | 67                                                                                    | 68                                                                                    | 68                                                                                    | 74                                                                                    | 81                                                                                    | 86                                                                                    | 86                                                                                    | 75                                                                                    |
| Fuente n.º 1: Pogoda.ru.net                                                           |                                                                                       |                                                                                       |                                                                                       |                                                                                       |                                                                                       |                                                                                       |                                                                                       |                                                                                       |                                                                                       |                                                                                       |                                                                                       |                                                                                       |                                                                                       |
| Fuente n.º 2: NOAA (horas de sol 1961–1990)                                           |                                                                                       |                                                                                       |                                                                                       |                                                                                       |                                                                                       |                                                                                       |                                                                                       |                                                                                       |                                                                                       |                                                                                       |                                                                                       |                                                                                       |                                                                                       |

## Deportes
El equipo de fútbol profesional de Tambov, el FC Tambov, juega en la Liga Premier de Rusia.

## Galería

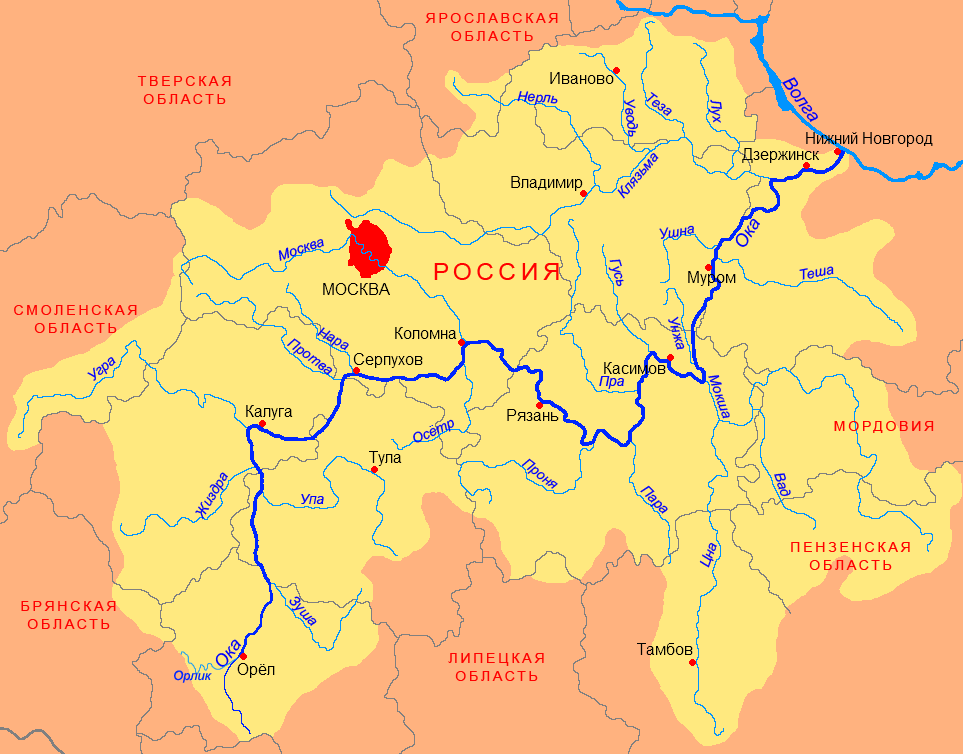
Tambov (Тамбов) en mapa del río Oká
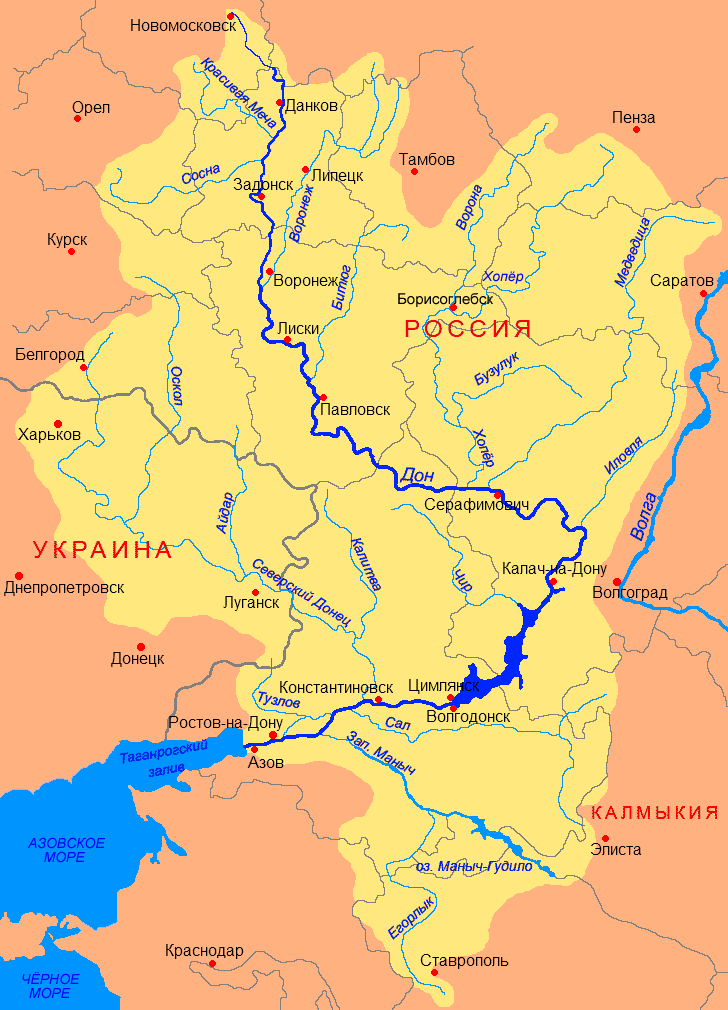
Tambov (Тамбов) en mapa del río Don
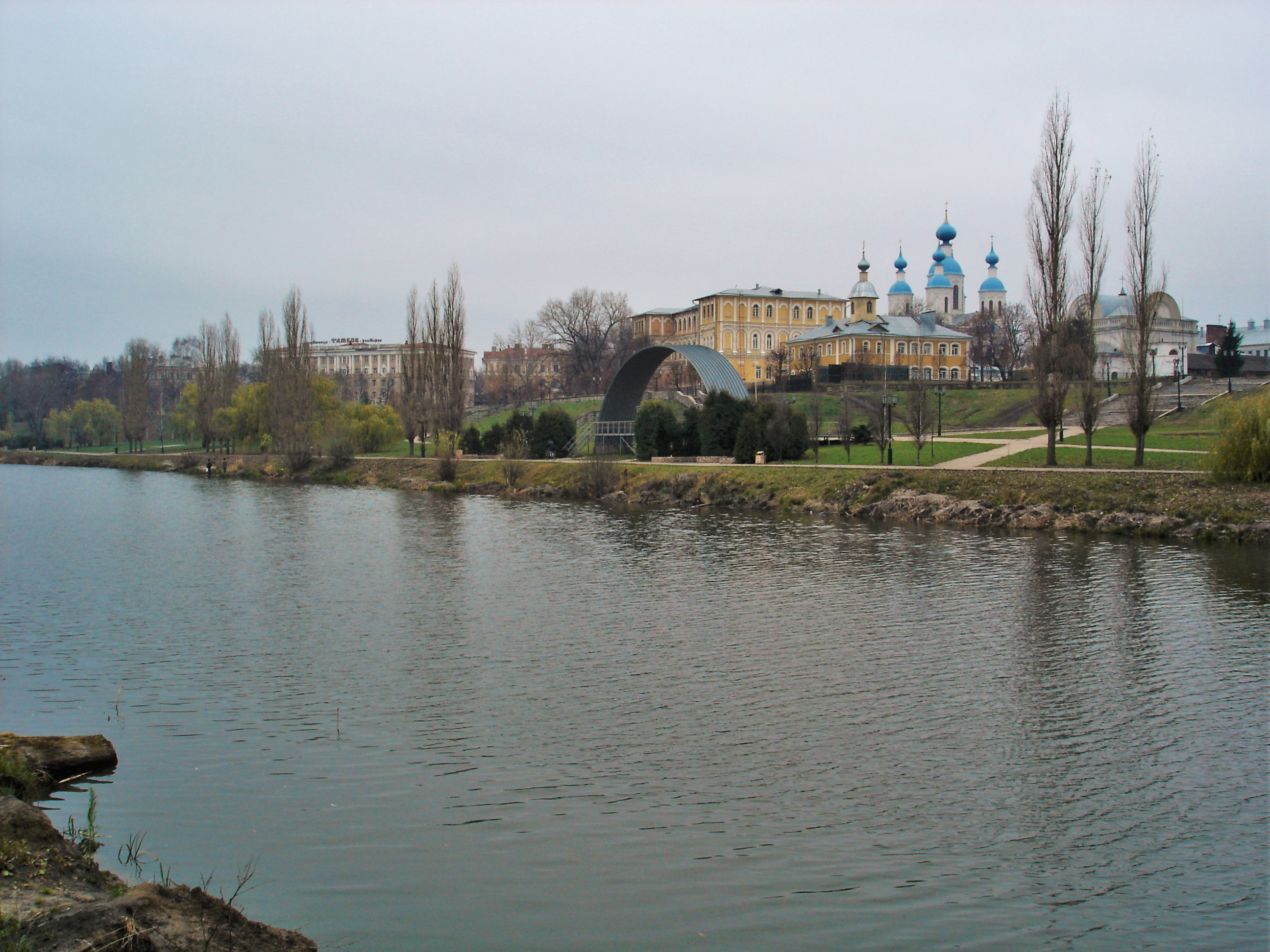
El río Tsna en Tambov
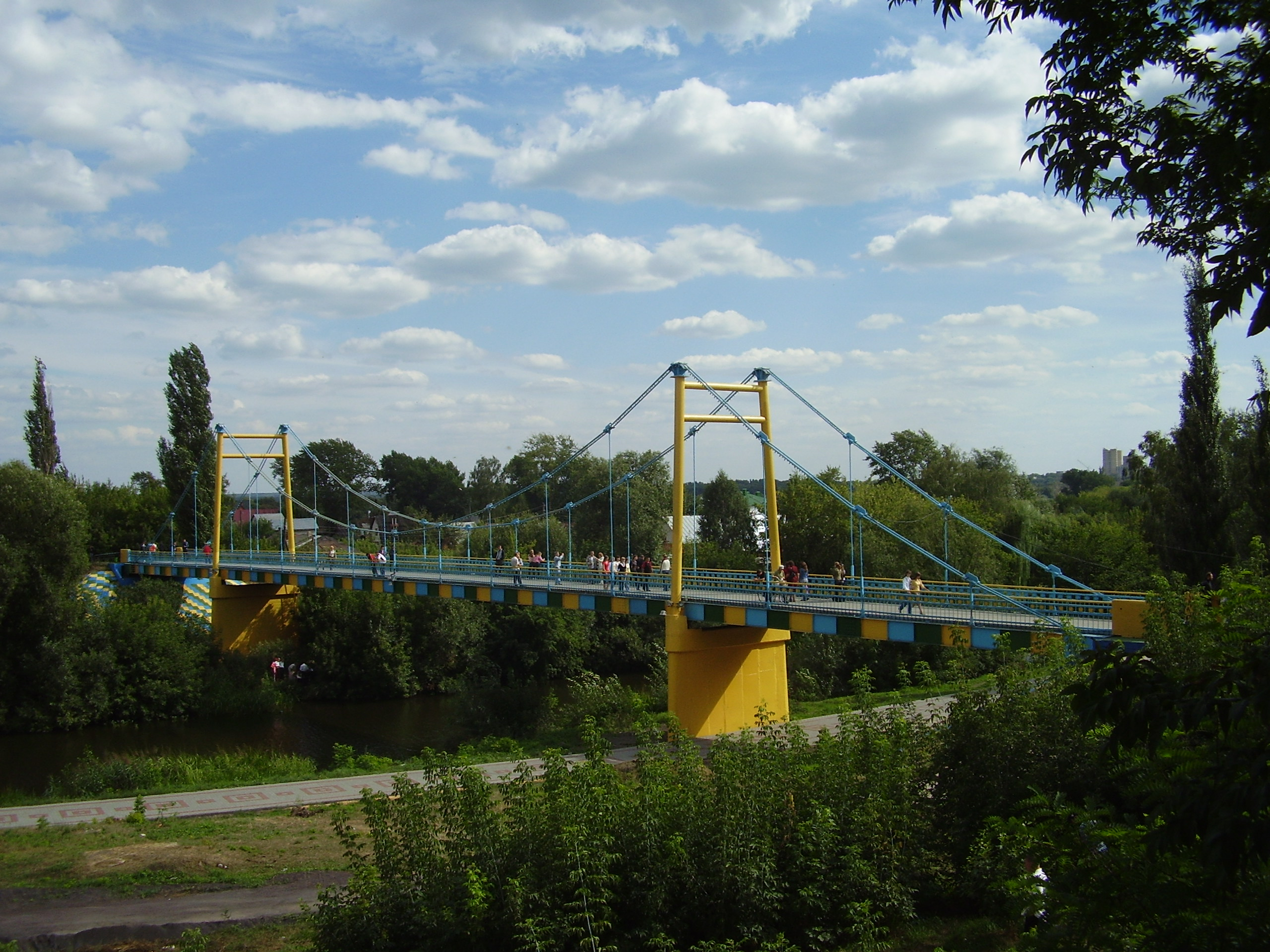
Puente sobre el río Tsna en Tambov

## Personas destacadas
- Constantin Fahlberg (1850-1910), químico ruso
- Nikolái Fiódorov (1829-1903), filósofo religioso
- Vitali Galkov (1939-1998), deportista soviético que compitió en piragüismo en la modalidad de aguas tranquilas
- Ida Kar (1908-1974), fotógrafa rusa de origen armenio
- Andréi Kolmogórov (1903-1987), matemático soviético
- Lev Kuleshov (1899-1970), director de cine, uno de los pioneros del cine soviético
- Aleksandr Lodygin (1847-1923), ingeniero eléctrico
- Serguéi Rajmáninov (1873-1943), músico
- Anastasia Rodiónova (n. 1982), tenista profesional australiana de origen ruso
- Arina Rodiónova (n. 1989), jugadora de tenis australiana de origen ruso profesional
- Alekséi Selezniov (1888-1967), ajedrecista ruso, Maestro y compositor de ajedrez
- Mariya Spiridónova (1884-1941), personaje en los círculos de la Rusia revolucionaria
- Nikolái Tsveliov (1925-2015), botánico agrostólogo y pteridólogo ruso
- Vladímir Pchelintsev (1919-1997), francotirador que combatió en la Segunda Guerra Mundial.
- Alexey Bruni (n. 1954), violinista ruso
- Yuri Zhirkov (n. 1983), futbolista ruso